# Flughafen Madang

i8
i11
i13
Der Madang Airport (IATA-Code: MAG, ICAO-Code: AYMD) ist der Flughafen der gleichnamigen Stadt Madang (dt. Friedrich-Wilhelmshafen) in Papua-Neuguinea.

## Zwischenfälle
- Am 13. Oktober 2011 wurde eine De Havilland DHC-8-100 (P2-MCJ) auf dem Weg von Lae nach Madang bei einer Notlandung während des Anflugs weitgehend zerstört. Aus dem Wrack konnten vier Überlebende geborgen werden, darunter auch beide Piloten, 28 Passagiere wurden jedoch getötet (siehe auch Airlines-PNG-Flug 1600).[1][2][3]